# 1. Division 1987-1988
L'edizione 1987-88 della Bundesliga vide la vittoria finale del Rapid Vienna.
Capocannoniere del torneo fu Zoran Stojadinović del Rapid Vienna con 27 reti.

## La formula
Le dodici squadre del torneo si scontrano in un girone all'italiana con partite di andata e ritorno. Le prime otto accedono ai Meister playoff, le ultime quattro più le prime quattro della Erste Liga ai Mittlere playoff. Alla fine la vincente dei Meister playoff è Campione d'Austria e le squadre seguenti ottengono la qualificazione alla Coppa UEFA, mentre le prime quattro dei Mittlere playoff ottengono il diritto di partecipare alla prossima edizione della Bundesliga austriaca.

## Stagione autunnale
|    | Classifica            | G  | V  | N  | P  | GF | GS | Pt |
| -- | --------------------- | -- | -- | -- | -- | -- | -- | -- |
| 1  | Rapid Vienna          | 22 | 15 | 6  | 1  | 52 | 22 | 36 |
| 2  | Austria Vienna        | 22 | 11 | 6  | 5  | 47 | 27 | 28 |
| 3  | Grazer AK             | 22 | 10 | 7  | 5  | 32 | 29 | 27 |
| 4  | Admira Wacker         | 22 | 11 | 3  | 8  | 52 | 31 | 25 |
| 5  | Swarovski Tirol       | 22 | 8  | 9  | 5  | 34 | 30 | 25 |
| 6  | Sturm Graz            | 22 | 9  | 6  | 7  | 33 | 32 | 24 |
| 7  | First Vienna FC       | 22 | 11 | 1  | 10 | 45 | 40 | 23 |
| 8  | Wiener Sport-Club     | 22 | 6  | 10 | 6  | 39 | 46 | 22 |
| 9  | SK VOEST Linz         | 22 | 7  | 5  | 10 | 37 | 40 | 19 |
| 10 | Linzer ASK            | 22 | 4  | 5  | 13 | 21 | 44 | 13 |
| 11 | SK Austria Klagenfurt | 22 | 4  | 4  | 14 | 17 | 43 | 12 |
| 12 | VfB Mödling           | 22 | 2  | 6  | 14 | 29 | 54 | 10 |

## Stagione primaverile
La classifica finale dei Meister playoff è ottenuta sommando una parte dei punti della stagione autunnale con quelli dei playoff stessi, mentre per i Mittlere playoff i punti sono quelli dei soli playoff.

### Meister playoff
|   | Classifica        | G  | V  | N  | P  | GF | GS | Pt |
| - | ----------------- | -- | -- | -- | -- | -- | -- | -- |
| 1 | Rapid Vienna      | 36 | 22 | 10 | 4  | 81 | 40 | 54 |
| 2 | Austria Vienna    | 36 | 19 | 8  | 9  | 83 | 47 | 46 |
| 3 | Sturm Graz        | 36 | 15 | 12 | 9  | 55 | 48 | 42 |
| 4 | First Vienna FC   | 36 | 18 | 3  | 15 | 68 | 65 | 39 |
| 5 | Admira Wacker     | 36 | 16 | 6  | 14 | 73 | 51 | 38 |
| 6 | Swarovski Tirol   | 36 | 11 | 15 | 10 | 47 | 49 | 37 |
| 7 | Grazer AK         | 36 | 11 | 13 | 12 | 50 | 66 | 35 |
| 8 | Wiener Sport-Club | 36 | 9  | 13 | 14 | 63 | 77 | 31 |

### Mittlere playoff
|   | Classifica             | G  | V | N  | P  | GF | GS | Pt |
| - | ---------------------- | -- | - | -- | -- | -- | -- | -- |
| 1 | Linzer ASK             | 14 | 4 | 10 | 0  | 16 | 7  | 18 |
| 2 | SK Austria Klagenfurt  | 14 | 6 | 6  | 2  | 18 | 12 | 18 |
| 3 | *VSE Sankt Pölten      | 14 | 6 | 5  | 3  | 30 | 17 | 17 |
| 4 | *SK Vorwärts Steyr     | 14 | 5 | 7  | 2  | 14 | 8  | 17 |
| 5 | SK VOEST Linz          | 14 | 5 | 5  | 4  | 17 | 18 | 15 |
| 6 | *Kremser SC            | 14 | 4 | 4  | 6  | 14 | 16 | 12 |
| 7 | *SV Austria Salisburgo | 14 | 4 | 1  | 9  | 10 | 20 | 9  |
| 8 | VfB Mödling            | 14 | 2 | 2  | 10 | 14 | 35 | 6  |

(*)Squadre appartenenti alla Erste Liga.

## Verdetti
- Rapid Vienna Campione d'Austria 1987-88.
- Austria Vienna, Sturm Graz e First Vienna FC ammesse alla Coppa UEFA 1988-1989.
- Linzer ASK, SK Austria Klagenfurt, VSE Sankt Pölten e SK Vorwärts Steyr ammesse alla Bundesliga 1988-1989.
- Scheda su RSSSF.com, su rsssf.com.
- Risultati e classifica su austriasoccer.at, su austriasoccer.at.